# Зограбян, Наира Вагановна
Наи́ра Вага́новна Зограбя́н (арм. Նաիրա Վահանի Զոհրաբյան, 8 мая 1965, Ереван) — депутат армянского парламента.
- 1987 — окончила с отличием отделение театроведения Ереванского художественно-театрального института.
- Закончила двухгодичные курсы международной журналистики. Прошла профессиональную переподготовку в Московском институте театрального искусства, в Московском государственном институте союза кинематографистов, а также в ведущих московских театрах.
- С 1992 — корреспондент в изданиях «Ар», «Аравот», «Айоц ашхар», «Айк».
- 1999—2006 — политический обозреватель газеты «Айкакан жаманак».
- 2007 — автор и ведущая цикла политических телепередач «Верелк» телекомпании «Кентрон».
- 12 мая 2007 — избрана депутатом. Член партии «Процветающая Армения».
- С 5 марта 2015 года председатель партии «Процветающая Армения» (ППА)[1][2].

## Награды
- Медаль Мхитара Гоша (14 сентября 2011 года) — по случаю 20-летия независимости Республики Армения, за активное участие в законотворческих процессах в стране, общественно-политической жизни и вклад в установление демократии[3].
- Почётная грамота Национального собрания Республики Беларусь (17 июня 2013 года) — за значительный вклад в укрепление межгосударственных и межпарламентских связей между Республикой Беларусь и Республикой Армения[4].
- Почётная грамота Совета МПА СНГ (27 марта 2017 года, Межпарламентская ассамблея СНГ) — за активное участие в деятельности Межпарламентской Ассамблеи и её органов, вклад в укрепление дружбы между народами государств — участников Содружества Независимых Государств[5].